# Via Zamboni 59
solo una goccia in più, nel grande mare della gente
evaporando vai verso una nuvola sul mare
e non finisce mai, qualcosa scende, qualcosa sale...»
(Federico Poggipollini - Finisce sempre così)
Via Zamboni 59 è l'album di esordio del chitarrista e solista Federico Poggipollini. L'album è stato pubblicato nel 1998 per Riservarossa e contiene 12 tracce.

## Tracce
1. Insomma Vorrei – 4:25 (Federico Poggipollini)
2. Voglio il paradiso – 4:25 (Federico Poggipollini, Grazia Verasani)
3. Due – 4:31 (Federico Poggipollini, Grazia Verasani)
4. Una ferita da guarire – 4:55 (Federico Poggipollini, Grazia Verasani)
5. Piccola – 3:39 (Federico Poggipollini, Grazia Verasani)
6. Maela – 2:02 (Federico Poggipollini)
7. Uscire fuori – 4:18 (Federico Poggipollini)
8. L'angolo dei Sogni – 4:45 (Federico Poggipollini, Grazia Verasani, C. Biglioli)
9. Verso oriente – 4:27 (Federico Poggipollini, Grazia Verasani)
10. KKF (strumentale) – 3:46 (musica: Federico Poggipollini)
11. Come il vento – 4:47 (Federico Poggipollini)
12. Finisce sempre così – 4:38 (Federico Poggipollini, Grazia Verasani, C. Biglioli)

## Singoli
- Voglio il paradiso - 1998
- Uscire fuori - 1999

## Video
- Voglio il paradiso - 1998
- Uscire fuori - 1999

## Musicisti
- Federico Poggipollini - voce e chitarra
- Paolo Campioli - chitarra 12 corde
- Franco "Jamaica" Barletta - basso
- Antonio "Ciullo" Bonetti - batteria e djembe
- Gianfranco Fornaciari - pianoforte e mellotron
- Fabrizio Luca - percussioni

## Curiosità
- Via Zamboni 59 è l'indirizzo dell'abitazione in cui Federico Poggipollini ha vissuto nel periodo della composizione dell'album, si trova a Bologna e molto vicina a Via Paolo Fabbri, via dal cui nome era già stato tratto nel 1976 il titolo di un album di Francesco Guccini per analoghi motivi
- Il brano Verso oriente è introdotto da alcuni secondi del brano Maela riprodotto a rovescio